# Lost River (Idaho)
Pour les articles homonymes, voir Lost River.
Lost River est une ville américaine située dans le comté de Custer en Idaho.

## Démographie
| 2000 | 2010 | - | - | - | - |
| ---- | ---- | - | - | - | - |
| 26   | 68   | - | - | - | - |

Selon le recensement de 2010, Lost River compte 68 habitants. La municipalité s'étend sur 8,70 milles carrés (22,53 km2), dont 8,69 milles carrés (22,51 km2) de terres.